# 山風嵐
山風嵐是日本插畫家和遊戲原畫家，是日本成人遊戲製作公司MOONSTONE的主美之一。同人活動以「2D Rocket」名義展開。

## 經歷
小時候就喜歡畫畫，小學2年紀時曾獲得市内的獎項。在高中的時候有了成爲遊戲角色設計師的想法，畢業後就讀藝術大學平面設計課程。在大學的時候才知道美少女遊戲，在接觸Leaf的《沒有天使的12月》後開始產生興趣，大學畢業後入職了MOONSTONE。最早參與製作的作品是《Clear》，而第一次負責角色設計的作品是《Angel Ring》。《追憶夏色年華》首次負責遊戲全部美術，作畫風格也自該作開始轉變。2015年出版個人插畫集。
2011-2014年期間參加了日本四届繪師100人展，2017年受MangaGamer邀請，出席洛杉磯動漫展Anime Expo 2017的嘉賓。習慣使用Photoshop和Clip Studio Paint作畫。

## 作品

### 遊戲原畫
MOONSTONE
- 《Angel Ring》2010年
- 《Princess Evangile》2011年
- 《Princess Evangile 〜W Happiness〜》2012年
- 《Magical Marriage Lunatics!!》2013年
- 《追憶夏色年華》2015年
- 《櫻之杜†淨夢者》2016年
- 《櫻之杜†淨夢者2》2017年

Argonauts
- 2018年
- 2018年
- 2019年
- 2020年
- 2020年
- 2021年
- 2022年
- 2022年
- 2023年
- 2023年
- 2024年
- 2025年

### 小說插畫
ぷちぱら文庫
- 望月JET（日语：望月JET） 著 2019年
- 望月JET 著 2020年
- 望月JET 著 2020年
- 望月JET 著 2021年

PARADIGM
- 田中珠 著 2024年

## 外部連結
- 山風嵐的X（前Twitter）
- 山風嵐的pixiv